# Mecoprosopus
Mecoprosopus is een geslacht van kevers uit de familie bladkevers (Chrysomelidae).
De wetenschappelijke naam van het geslacht werd in 1951 gepubliceerd door Chûjô.

## Soorten
- Mecoprosopus minutus Medvedev, 2005